# Dekalin
Dekalin, eller dekahydronaftalin, är ett bicykliskt kolväte som framställs tekniskt genom hydrering av naftalin.

## Egenskaper
Dekalin är ett bicykliskt kolväte som förekommer i två former. Det är en färglös vätska, olöslig i vatten, men löslig i alkohol och eter. Det har en mild terpentinartad lukt. 

## Användning
Handelsvaran är en blandning av drogens båda former och kan främst användas som lösningsmedel för lacker, hartser och dylikt, samt tillsammans med terpentinolja som lösningsmedel för olika slag av vax för tillverkning av skokräm och bonvax. Den används också inom textilindustrin som avfettningsmedel, kolloidalt fördelat i vatten.